# Antoniuskapelle (Virgen)

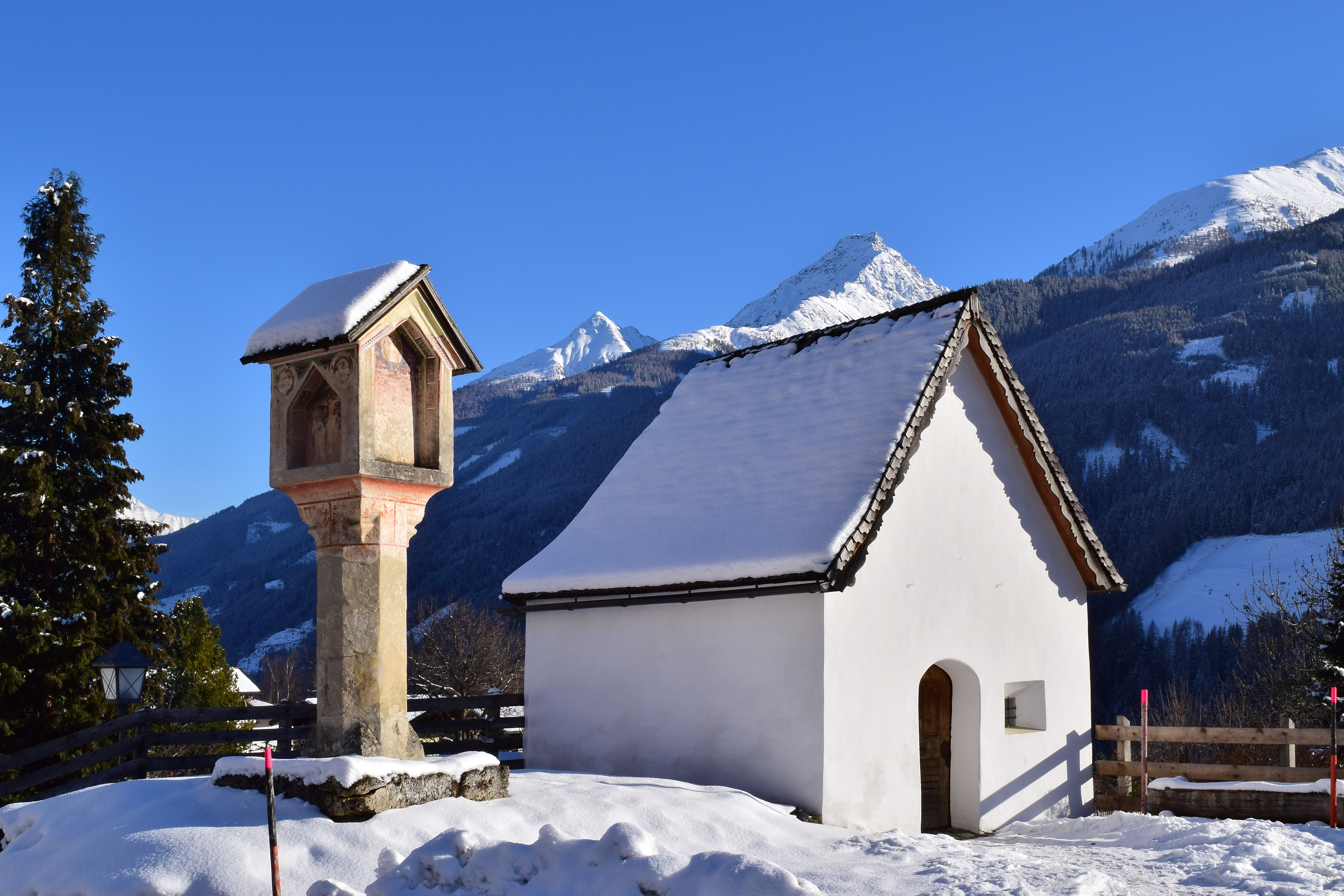
Die Antoniuskapelle mit Bildstock

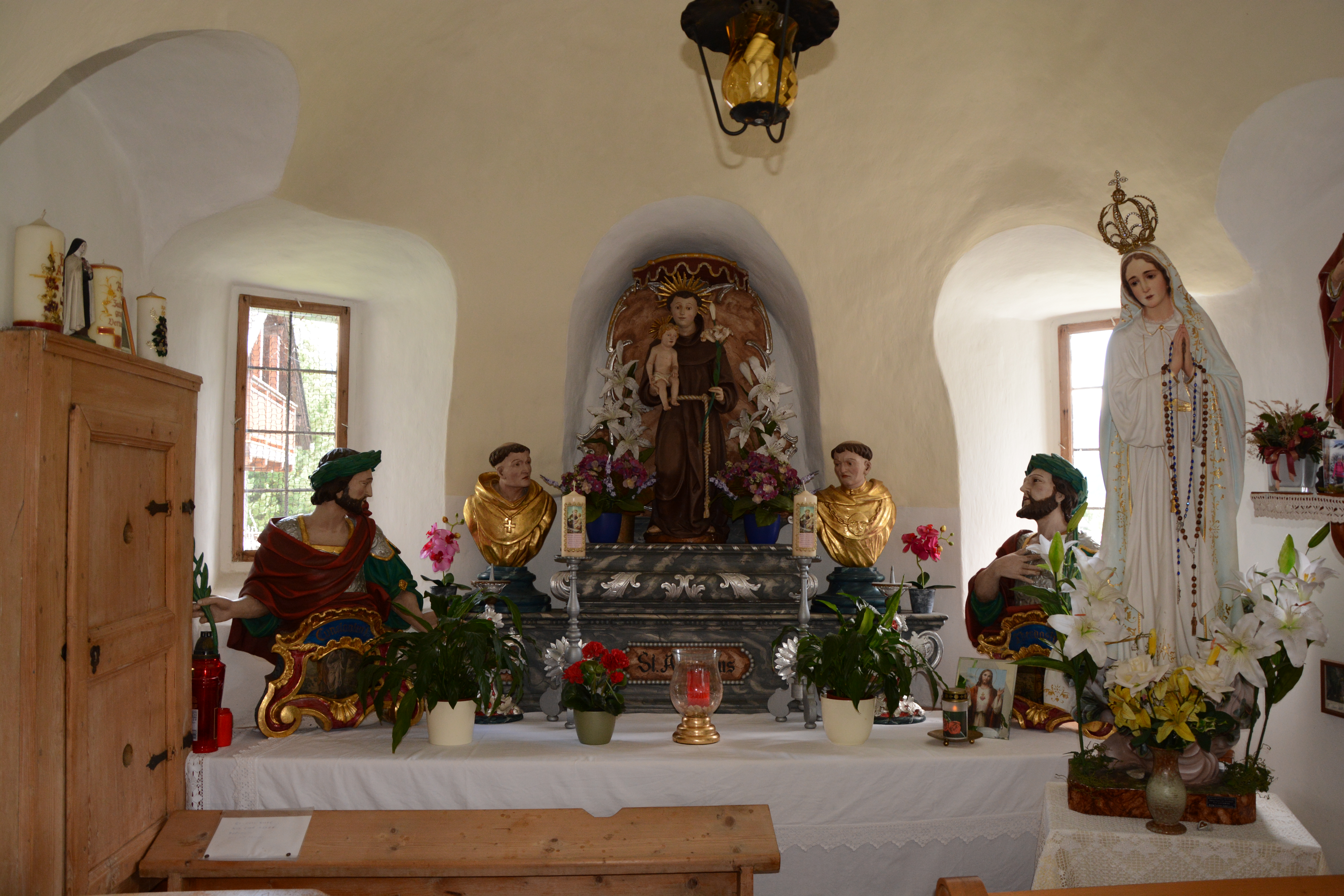
Innenansicht mit dem Altar

Die Antoniuskapelle ist eine römisch-katholische Kapelle der Pfarre Virgen in der Fraktion Virgen-Dorf, dem Hauptort der Gemeinde Virgen im Bezirk Lienz (Tirol). Die Kapelle stammt aus dem 17. Jahrhundert und bildet zusammen mit dem benachbarten, gotischen Bildstock ein wichtiges, denkmalgeschütztes Ensemble in Virgen. Sie ist eines der 24 denkmalgeschützten Objekten der Gemeinde Virgen.

## Bauwerk
Die Antoniuskapelle befindet sich an der östlichen Ortseinfahrt der Fraktion Virgen-Dorf an der Virgental Straße, die den Hauptverkehrsweg von Matrei in Osttirol über Virgen nach Prägraten am Großvenediger darstellt. Der frühbarocke Kapellenbau ohne Turm besitzt einen rechteckigen Grundriss mit polygonalem Schluss und wird von einem steilen, schindelgedeckten Satteldach geschützt. Die Kapelle wurde zuletzt 1989 restauriert. In der Westfront des schlichten Baus führt ein aus der Mittelachse gerücktes, gedrücktes Rundbogenportal, das von einem Sichtfenster flankiert wird in den Innenraum. Die südliche Längsmauer und die Chorschrägen sind jeweils von einem Rechteckfenster mit tiefen, schräg geschnittenen Laibungen durchbrochen, die durch schmiedeeiserne Steckgitter geschützt werden.
Im Inneren wird die Decke aus einem Tonnengewölbe mit asymmetrisch angeordneten Stichkappen gebildet. Der Altar ist eine gemauerte Mensa, auf der eine Schnitzfigur des heiligen Antonius unter einem Baldachin sowie zweier heiliger Mönche auf einem Sockel aus der Mitte des 18. Jahrhunderts stehen. Flankierend wurden zudem zwei Reliquienbüsten aus derselben Zeit angebracht, die als Constantin I. bzw. Theodosius bezeichnet sind. Auf der Mensa selbst befindet sich eine Herz-Jesu-Figur aus dem Ende des 19. Jahrhunderts. Außerdem beherbergt die Kapelle einen Betstuhl aus dem 18. Jahrhundert, einen eingemauerten Opferstock und eine hölzerne Pietà mit einer blauen Marmorfassung in einem verglasten Schrein aus dem Beginn des 18. Jahrhunderts.
Beim Bauwerk findet sich auch ein ebenfalls geschützter Bildstock aus der Mitte des 15. Jahrhunderts errichtet. Der gotische Tabernakelbildstock besitzt einen oktogonalen Schaft über ausladender Sockelplatte, einen Aufsatz mit giebelförmigen Nischen und ein Satteldach. Die Fresken in den Nischen sind nur noch teilweise erhalten und zeigen das Abendmahl, eine Kreuzigungsszene, den Marientod und vermutlich den heiligen Sebastian.